# Resolutie 1874 Veiligheidsraad Verenigde Naties
Resolutie 1874 van de Veiligheidsraad van de Verenigde Naties werd unaniem door de VN-Veiligheidsraad aangenomen op 12 juni 2009. De resolutie veroordeelde de kernproef die Noord-Korea op 25 mei had gehouden, en breidde als antwoord de economische sancties tegen het land uit. Noord-Korea van haar kant dreigde vervolgens met nog meer kernproeven als de Verenigde Staten hun "intimidatiebeleid" tegenover het land bleven doorduwen.

## Achtergrond
Al in 1992 werd een akkoord gesloten over de bevriezing van Noord-Korea's kernprogramma. In het begin van de 21e eeuw kwam het land echter in aanvaring met de Verenigde Staten, dat het bij de zogenaamde as van het kwaad rekende. Noord-Korea hervatte de ontwikkeling van kernwapens en ballistische raketten om ze af te dragen. In oktober 2006 voerde het land een eerste kernproef uit, in mei 2009 gevolgd door een tweede.

## Inhoud

### Waarnemingen
De Veiligheidsraad bevestigde dat de verspreiding (proliferatie) van kernwapens, chemische wapens en biowapens een bedreiging van de internationale vrede en veiligheid vormde en was erg bezorgd om de kernproeven die op 25 mei werden uitgevoerd door Noord-Korea. De Raad stond ook achter het non-proliferatieverdrag en Noord-Korea mag volgens dat verdrag geen kernland worden. De aankondiging van het land om zich uit het verdrag terug te trekken en kernwapens na te streven werd betreurd.

### Handelingen
De Veiligheidsraad veroordeelde de door Noord-Korea uitgevoerde kernproef sterk en eist dat geen nieuwe dergelijke proeven of lanceringen van ballistische raketten meer zouden volgen. Het land moest alle activiteiten in verband met haar raketprogramma staken. Verder werd geëist dat de beslissing om zich terug te trekken uit het non-proliferatieverdrag werd herroepen. Noord-Korea moest ook afstappen van alle kernwapens en kernprogramma's.
De maatregelen die met resolutie 1718 in 2006 tegen Noord-Korea waren opgelegd werden uitgebreid naar alle wapens en aanverwante diensten. Alle landen werden opgeroepen hier streng op toe te zien door verdacht vrachtvervoer naar Noord-Korea te inspecteren. De lidstaten werden voorts geautoriseerd om verboden zaken in beslag te nemen.
Secretaris-generaal Ban Ki-moon werd gevraagd om voor een periode van één jaar een panel van zeven experts op te richten om de uitvoering van de genomen maatregelen onder de loep te nemen. Alle landen, VN-agentschappen en betrokkenen werden gevraagd met het comité dat toezicht houdt op de maatregelen en het panel samen te werken.
Voorts werd Noord-Korea opgeroepen zo snel mogelijk het Kernstopverdrag te vervoegen en ook terug te keren naar het zeslandenoverleg.

## Verwante resoluties
- Resolutie 1695 Veiligheidsraad Verenigde Naties (2006)
- Resolutie 1718 Veiligheidsraad Verenigde Naties (2006)
- Resolutie 1887 Veiligheidsraad Verenigde Naties
- Resolutie 1928 Veiligheidsraad Verenigde Naties (2010)

Lijst ·  1860 ·  1861 ·  1862 ·  1863 ·  1864 ·  1865 ·  1866 ·  1867 ·  1868 ·  1869 ·  1870 ·  1871 ·  1872 ·  1873 ·  1874 ·  1875 ·  1876 ·  1877 ·  1878 ·  1879 ·  1880 ·  1881 ·  1882 ·  1883 ·  1884 ·  1885 ·  1886 ·  1887 ·  1888 ·  1889 ·  1890 ·  1891 ·  1892 ·  1893 ·  1894 ·  1895 ·  1896 ·  1897 ·  1898 ·  1899 ·  1900 ·  1901 ·  1902 ·  1903 ·  1904 ·  1905 ·  1906 ·  1907